# 泉里香
泉里香（日语：／ Izumi Rika，1988年10月11日—），日本的模特兒兼女演員。京都府出身。身高166cm，血型是A型。濱千咲、泉梨華及泉里果均為舊藝名。隸屬於Stardust Promotion。

## 來歷

### 「濱千咲」時代
- 2002年8月12日與家人於百貨公司購物時，被模特兒事務所會長所發掘，到了2003年1月1日首次登台。
- 2003年在流行雜誌Melon多次活動。
- 參演CBC電視製作的美少女戰士實寫版中的水野亞美。一開始使用藝名為濱千咲（／ Hama Chisaki）。[2]
- 2007年2月22日，在官方網頁的連結被刪除。

### 「泉梨華」時代
- 2004年11月，美少女戰士寫實版Special Act開始發售後以及2005年3月「Act Zero」發售後，均開始使用藝名梨華。
- 最後，所有演出停止，真正的理由還未清楚。
- 專門活動的Melon雜誌也相繼停刊。
- 向公司簽的合約續不續約還是不明。

### 「泉里果」時代
- 2005年參演田壯壯監製的電影《吳清源》。
- 2006年部落格中提及與曾共同演出「美少女戰士」的澤井美優、北川景子、安座間美優、小松彩夏再次相聚。
- 2007年入讀明治大學文學部[3]。
- 2008年參選女性雜誌PINKY舉辦的PINKY公主選拔獲得NO.3。

### 「泉里香」時代
- 2008年6月1日，使用藝名「泉里香」移籍至Sun Music Brain。當時將自己照的宣傳照片寄給事務所，而獲得再次出道的機會[3]。
- 正式為流行雜誌「Ray」的專屬模特兒（2008年9月號）
- 2010年5月1日成為Sun Music Production的旗下。[4]
- 2012年6月加入STARDUST PROMOTION。
- 2016年2月離開了擔任7年半專屬模特兒的雜誌「Ray」[5]。4月發行個人style book「RIKA」[6]。11月發行的「週刊YOUNG JUMP」52號首次以泳裝凹版亮相[7]。
- 2017年4月11日個第一本個人寫真集「Rika！」發行[8]。

## 人物

### 興趣
- 興趣是打保齡球、料理、點心製作、指甲彩繪。
- 專長是穿和服、色士風、銅管樂器、次中音號。

### 交友關係
- 跟共演真人版美少女戰士的四人（澤井美優，小松彩夏，北川景子，安座間美優）是好友，5人在各自的生日會等定期性地聚會，通稱「戰士會」[9]。

### 感情生活
2025年6月25日，泉里香在社交媒体公布与足球选手谷口彰悟结婚。

## 演出

### 電影
- 吳清源〜極致的棋譜〜（日语：呉清源〜極みの棋譜〜）（2007年）
- 清澈之戀（日语：クリアネス）（2008年）
- 天堂之吻（2011年）
- SCOOP!（2016年）-飾 長谷川真澄
- 等待春天的我們（日语：春待つ僕ら#実写映画）（2018年）-飾 柏木ナナセ
- まともじゃないのは君も一緒（日语：まともじゃないのは君も一緒）（2021年6月23日）-飾 戸川美奈子

### 電視劇
- 美少女戰士（2003年10月 - 2004年9月、CBC電視製作、TBS系列）-飾 水野亞美、黑暗水星
- 不委曲的女人「最終話」（2010年3月17日、日本電視台）
- 新·警視廳搜查一課9係 II「第11集」（2010年9月8日、朝日電視台）-飾 溝口理沙
- 討稅女王「第4集」（2010年11月11日、朝日電視台）-飾 小田彩智
- 下流之宴（日语：下流の宴）「第1集」（2011年5月31日、NHK）- 飾 顧客
- 暴風雨「第7集」（2011年8月28日、NHK BS Premium）
- 愛上蒼蠅女（日语：恋するハエ女）（2012年11月6日－12月18日、NHK）- 飾 三田有紗
- 庶務二課第4季（2013年7月10日－9月18日、富士電視台）- 飾 三田茜
- 假面騎士鎧武  (2013年、朝日電視台）- 飾 葛葉晶
- 紅白誕生之日（2015年3月21日、NHK）- 飾 貝蒂稻田
- 那一年我們談的那場戀愛「第3集」（2016年2月1日、富士電視台）
- 螻蛄（疫病神系列）（日语：螻蛄_(小説)#テレビドラマ）「第1集」（2016年2月19日、BSスカパー！） - 飾 小枝
- 大貧乏（日语：大貧乏）「第4集」（2017年1月29日、富士電視台） - 飾 月島レイコ
- 最強的媽媽 栞納！（2017年8月22日、TBS電視台）- 飾 緒川俊子
- 海月姬（2018年1月15日－3月19日、富士電視台）- 飾 稻荷翔子
- 文學處女（日语：文学処女）（2018年9月9日－10月29日、MBS）- 飾 有明光稀
- SUITS「第1集」（2018年10月8日、富士電視台）- 飾 梅宮茜
- 新的王者（新しい王様）Season1（2019年1月8日－1月17日、TBS）- 飾 サオリ
- 醜聞專門律師 QUEEN（日语：スキャンダル専門弁護士 QUEEN）（2019年1月10日－、富士電視台）-飾 東堂裕子[11]
- 隕石家族（2020年4月11日 - 5月30日、東海電視台・富士電視台系）- 飾 門倉美咲
- 激辛道（2021年1月7日（6日深夜） - 3月25日（24日深夜）、東京電視台）- 飾 大河内友麻
- 高嶺之花（2021年4月10日、BS東視）- 飾 高嶺華（主演）
- 深深地戀愛「第3話・第6話・最終話」（2021年4月28日 - 6月9日、日本電視台）- 飾 近江谷遙香
- 密告之歌～警視廳監察檔案～（2021年8月22日 - 9月26日、WOWOW Prime） - 飾 皆口菜子
- 正直不動產（NHK綜合頻道）- 飾 榎本美波
  - 第一季（2022年4月5日 - 6月7日）
  - 第二季（2024年1月9日 - 3月12日）
- 松本清張 眼之壁（2022年6月19日 - 7月17日、WOWOW）- 飾 黑池繪津子
- 天使之耳～交通警察之夜～（2023年3月20日、NHK BS4K） - 飾 福原映子
- Gifted天賦異秉 - 飾 龍崎美都
  - Season1（2023年8月12日 - 10月1日、東海電視台）
  - Season2（2023年10月14日 - 12月2日、WOWOW）
- 失蹤人搜索班 : 消失的真相（2025年4月11日 - 、東京電視台）- 飾 城崎惠子[12]

### 網路劇
- 新的王者（新しい王様）Season2（2019年1月17日－、Paravi）-飾 サオリ

## 廣播劇
- 美少女戰士 特番 DJ MOON

### DVD
- 美少女戰士 Act.0 - 水野亞美
- 美少女戰士 Special Act - 水野亞美

### 音樂專輯
- （2003年11月10日）

### 時裝展覽
- 東京Girls Collection 2010 A/W[13]

### CM
- 日清食品 （2008年12月10日）
- 日清食品 杯麵（2009年1月）
- （2010年4月）
- 三幸製菓株式會社 柿之種（2010年7月）
- 麥當勞 McFlurry[14]（2010年6月）

### WEB
- 女孩們的第二次演出「平日公休的女孩」（2010年4月配信，BeeTV）

## 書籍

### 寫真集
- 美少女戰士（SONY /雜誌）ISBN 4-7897-2257-0
- Rika![8]（2017年4月11日、SDP、攝影：中村和孝）ISBN 978-4906953455

### 單行本
- RIKA[6]（2016年4月22日、角川春樹事務所）ISBN 978-4758412834

### 雜誌連載
- Ray（2008年9月号－2016年2月号、主婦之友社） - 專屬模特兒
- 常規模特兒
  - 美人百花（角川春樹事務所）
  - MAQUIA（集英社）
  - 美的（小學館）
  - VOCE（講談社）
  - Oggi（小學館）
  - with（講談社）

### 月歷
- 泉里香 Official Calendar 2018（2017年10月17日、SDP）ISBN 978-4906953523

## 外部連結

### 現有網站
- 經紀公司個人介紹頁 （页面存档备份，存于）（日語）
- 泉里香的Instagram帳戶 （日語）
- 泉里香 Offical Blog （页面存档备份，存于）（日語）

### 舊版網站
- 泉里香 Offical Blog （页面存档备份，存于）（日語）2016年4月停止更新
- （日語）
- （日語）